# Château du Ruez
Le château de Ruez est un château de la commune de Droupt-Saint-Basle dans le département de l'Aube en région Champagne-Ardenne.

## Historique
Il est sur une seigneurie mentionnée en 1139 Grangia de Ruellis dans un cartulaire de l'abbaye de Larrivour. Le 14 novembre 1494, les dits moines acquièrèrent la terre de Ruez et ne fut revendu qu'en 1596 à Nicolas Largentier, seigneur de Vaucemain pour 1400 écus.
En 1649 il entre dans la famille de Chavaudon par Pierre Guillaume, abbé de Mores qui détenait aussi l'autre château de Doupt. 
Les bâtiments actuels datent de 1818.